# Erika Farías
Erika Farías est une femme politique vénézuélienne née à Caracas le 30 octobre 1972. Mairesse de la municipalité de Libertador du District de la capitale Caracas de 2017 à 2021, elle est précédemment ministre du Bureau de la présidence et du Suivi de la gestion du gouvernement à trois reprises (2007-2008, 2011-2012, 2017), ministre de l'Agriculture urbaine (2017), ministre des Communautés à deux reprises (2007-2010, 2016-2017), gouverneure de l'État de Cojedes (2012-2016) et ministre de l'Alimentation (2006-2007).

## Controverses
Dans le cadre des sanctions internationales durant la crise du Venezuela, elle est sanctionnée le 9 août 2017 par le département du Trésor des États-Unis qui gèle ses avoirs dans ce pays.

## Sources
- (es) Cet article est partiellement ou en totalité issu de l’article de Wikipédia en espagnol intitulé « Erika Farías » (voir la liste des auteurs).